# Carla Subirana
Carla Subirana   (Barcelona, 1972) és una directora i guionista de cinema i televisió espanyola. Va ser la primera cineasta a documentar la vida dins d'una acadèmia militar espanyola amb el seu segon llargmetratge "Volar" (2012), pel·lícula que tracta sobre la formació de pilots militars en l'Acadèmia General de l'Aire de San Javier, a Múrcia.

## Trajectòria
Carla Subirana va néixer 1972 a Barcelona. Llicenciada en Comunicació Audiovisual per la Universitat Pompeu Fabra. És membre de CIM, l'Associació de dones cineastes i de mitjans audiovisuals.
Compte amb cinc produccions reconegudes en la indústria nacional i internacional. Entre els seus treballs es destaquen la seva òpera preval Nedar (2008), amb la qual va participar fora de concurs al Festival de Valladolid (SEMINCI), Kanimambo (2012), un film col·lectiu premiat amb l'Esment Especial del Jurat del Festival de Màlaga, i Volar (2012) nominat com a millor documental als premis Gaudí.
En els últims anys ha compaginat el seu treball com a cineasta amb la seva tasca de docent en la Facultat de Ciències de la Comunicació Blanquerna, i la Universitat Pompeu Fabra. Les dues últimes produccions van ser en el 2016, sent ella la directora, productora i guionista d'aquests treballs. El primer, Atma (2016), és un cortrometraje d'autor (videodanza) la protagonista del qual és una guerrera que després de perdre una batalla i abandonada pel seu exèrcit, inicia el camí de retorn a la victòria. Amb el segon curtmetratge, Júpiter i Mart (2016), la directora ens mostra les vivències de dos nens fills de parelles homosexuals. Aquest treball va participar dins del programa Diversitat en curt, iniciativa impulsada per la regidor de Feminismes i LGTBI de l'Ajuntament de Barcelona per a lluitar contra la discriminació homòfoba. Sica (2023) és el seu primer llargmetratge de ficció, on explica la recerca que porta a terme una noia de 14 anys, obsessionada que el mar retorni el cos del seu pare després d'un naufragi a la Costa da Morte, Galícia.

## Filmografia
- Nedar (2008)
- Kanimambo (2012)
- Volar (2012)
- Júpiter i Mart (2016)
- Atma (2016)
- Sica (2023)